# Lista de parlamentares de Rondônia
Relacionamos a seguir a composição da bancada de Rondônia no Congresso Nacional após o Estado Novo em 1945 conforme ditam os arquivos do Senado Federal, Câmara dos Deputados e do Tribunal Superior Eleitoral, com a ressalva que mandatos exercidos via suplência serão citados apenas mediante morte, impedimento ou renúncia dos titulares ou nas hipóteses previstas no Art. 56 – I da Constituição.
Criado no governo Getúlio Vargas ante o desmembramento de partes do Amazonas e de Mato Grosso, o Território Federal do Guaporé conquistou o direito de eleger um representante na Câmara dos Deputados a partir de 1947 tendo seu nome alterado em 1956 em homenagem a Cândido Rondon. Elevada a estado no governo do presidente João Figueiredo, Rondônia passou a eleger uma bancada completa no Congresso Nacional e na Assembleia Legislativa a partir de 1982 e seu governador desde 1986.

## Organização das listas
Na confecção das tabelas a seguir foi observada a grafia do nome parlamentar adotado por cada um dos representantes do estado no Congresso Nacional, e quanto à ordem dos parlamentares foi observado o critério do número de mandatos e caso estes coincidam será observado o primeiro ano em que cada parlamentar foi eleito e, havendo nova coincidência, usa-se a ordem alfabética.

## Relação dos senadores eleitos
| Senadores eleitos | Naturalidade                 | Mandatos | Ano da eleição | Notas                 | Referências          |
| ----------------- | ---------------------------- | -------- | -------------- | --------------------- | -------------------- |
| Odacir Soares     | Rio Branco, AC               | 02       | 1982, 1990     | [ nota 4 ]            | [ 8 ]                |
| Valdir Raupp      | São João do Sul, SC          | 02       | 2002, 2010     |                       | [ 9 ]                |
| Claudionor Roriz  | Jardim, CE                   | 01       | 1982           | [ nota 4 ] [ nota 5 ] |                      |
| Galvão Modesto    | Corumbá, MS                  | 01       | 1982           | [ nota 4 ]            |                      |
| Olavo Pires       | Catalão, GO                  | 01       | 1986           | [ nota 6 ]            | [ 10 ] [ 11 ] [ 12 ] |
| Ronaldo Aragão    | Santa Cruz do Capibaribe, PE | 01       | 1986           |                       |                      |
| Ernandes Amorim   | Itagibá, BA                  | 01       | 1994           | [ nota 7 ]            |                      |
| José Bianco       | Apucarana, PR                | 01       | 1994           | [ nota 8 ]            |                      |
| Amir Lando        | Concórdia, SC                | 01       | 1998           |                       |                      |
| Fátima Cleide     | Porto Velho, RO              | 01       | 2002           |                       |                      |
| Expedito Júnior   | Guararapes, SP               | 01       | 2006           | [ nota 9 ]            | [ 13 ] [ 14 ]        |
| Ivo Cassol        | Concórdia, SC                | 01       | 2010           |                       | [ 9 ]                |
| Acir Gurgacz      | Cascavel, PR                 | 01       | 2014           | [ nota 9 ]            | [ 15 ]               |
| Confúcio Moura    | Dianópolis, TO               | 01       | 2018           |                       | [ 16 ]               |
| Marcos Rogério    | Ji-Paraná, RO                | 01       | 2018           |                       | [ 16 ]               |
| Jaime Bagattoli   | Presidente Getúlio, SC       | 01       | 2022           |                       | [ 17 ]               |
| Fontes:           |                              |          |                |                       |                      |

## Relação dos deputados federais eleitos
| Deputados federais eleitos | Naturalidade              | Mandatos | Ano da eleição                     | Notas                   | Referências                 |
| -------------------------- | ------------------------- | -------- | ---------------------------------- | ----------------------- | --------------------------- |
| Marinha Raupp              | Maracaí, SP               | 06       | 1994, 1998, 2002, 2006, 2010, 2014 |                         |                             |
| Nilton Capixaba            | Cuparaque, MG             | 04       | 1998, 2002, 2010, 2014             |                         |                             |
| Aluísio Ferreira           | Bragança Paulista, SP     | 03       | 1947, 1950, 1958                   | [ nota 10 ]             | [ 18 ]                      |
| Jerônimo Santana           | Jataí, GO                 | 03       | 1970, 1974, 1978                   |                         | [ 19 ]                      |
| Expedito Júnior            | Guararapes, SP            | 03       | 1986, 1994, 1998                   | [ nota 11 ]             | [ 20 ] [ 21 ]               |
| Confúcio Moura             | Dianópolis, TO            | 03       | 1994, 1998, 2002                   | [ nota 12 ]             |                             |
| Lindomar Garçon            | Rondonópolis, MT          | 03       | 2006, 2010, 2014                   | [ nota 13 ]             |                             |
| Mauro Nazif                | Barra do Piraí, RJ        | 03       | 2006, 2010, 2018                   | [ nota 14 ]             | [ 22 ]                      |
| Lucio Mosquini             | Rondonópolis, MT          | 03       | 2014, 2018, 2022                   |                         |                             |
| Assis Canuto               | Itumbiara, GO             | 02       | 1982, 1986                         |                         |                             |
| Francisco Sales            | Grossos, RN               | 02       | 1982, 1986                         |                         | [ 23 ]                      |
| Rita Furtado               | Campos dos Goytacazes, RJ | 02       | 1982, 1986                         |                         | [ 24 ]                      |
| Raquel Cândido             | Guajará-Mirim, RO         | 02       | 1986, 1990                         | [ nota 15 ] [ nota 16 ] | [ 25 ]                      |
| Carlinhos Camurça          | Guajará-Mirim, RO         | 02       | 1990, 1994                         |                         |                             |
| Eurípedes Miranda          | Cardoso, SP               | 02       | 1994, 1998                         |                         |                             |
| Agnaldo Muniz              | Assis Chateaubriand, PR   | 02       | 1998, 2002                         |                         | [ 26 ]                      |
| Sérgio Carvalho            | Paranavaí, PR             | 02       | 1998, 2002                         | [ nota 17 ]             | [ 27 ]                      |
| Anselmo de Jesus           | Mandaguari, PR            | 02       | 2002, 2006                         |                         |                             |
| Eduardo Valverde           | Rio de Janeiro, RJ        | 02       | 2002, 2006                         |                         | [ 28 ]                      |
| Moreira Mendes             | São Paulo, SP             | 02       | 2006, 2010                         |                         | [ 29 ]                      |
| Natan Donadon              | Porecatu, PR              | 02       | 2006, 2010                         | [ nota 18 ]             | [ 30 ] [ 31 ]               |
| Expedito Netto             | Porto Velho, RO           | 02       | 2014, 2018                         |                         |                             |
| Mariana Carvalho           | São Paulo, SP             | 02       | 2014, 2018                         |                         |                             |
| Chrisóstomo de Moura       | Tefé, AM                  | 02       | 2018, 2022                         |                         |                             |
| Silvia Cristina            | Linhares, ES              | 02       | 2018, 2022                         |                         |                             |
| Joaquim Rondon             | Cuiabá, MT                | 01       | 1954                               |                         |                             |
| Renato Medeiros            | [ nota 19 ]               | 01       | 1962                               | [ nota 20 ]             | [ 32 ]                      |
| Paulo Nunes Leal           | Carangola, MG             | 01       | 1966                               | [ nota 21 ]             |                             |
| Isaac Newton               | Cruzeiro do Sul, AC       | 01       | 1978                               |                         |                             |
| Chiquilito Erse            | Manaus, AM                | 01       | 1982                               |                         |                             |
| Leônidas Rachid            | Rosário Oeste, MT         | 01       | 1982                               |                         |                             |
| Múcio Athayde              | Montes Claros, MG         | 01       | 1982                               |                         |                             |
| Olavo Pires                | Catalão, GO               | 01       | 1982                               |                         |                             |
| Orestes Muniz              | Conselheiro Pena, MG      | 01       | 1982                               |                         |                             |
| Chagas Neto                | Sobral, CE                | 01       | 1986                               |                         | [ 33 ]                      |
| José Guedes                | Itacajá, TO               | 01       | 1986                               |                         |                             |
| José Viana                 | Brotas de Macaúbas, BA    | 01       | 1986                               |                         | [ 34 ]                      |
| Edison Fidélis             | Apucarana, PR             | 01       | 1990                               |                         |                             |
| Jabes Rabelo               | Campo Mourão, PR          | 01       | 1990                               | [ nota 15 ]             |                             |
| Maurício Calixto           | Arcos, MG                 | 01       | 1990                               |                         | [ 35 ]                      |
| Nobel Moura                | Dianópolis, TO            | 01       | 1990                               | [ nota 15 ]             |                             |
| Pascoal Novaes             | Presidente Venceslau, SP  | 01       | 1990                               |                         | [ 36 ]                      |
| Reditario Cassol           | Concórdia, SC             | 01       | 1990                               |                         | [ 37 ]                      |
| Emerson Olavo Pires        | Goiânia, GO               | 01       | 1994                               |                         | [ 38 ]                      |
| Ildemar Küssler            | Palmitos, SC              | 01       | 1994                               | [ nota 22 ]             |                             |
| Silvernani Santos          | Trairi, CE                | 01       | 1994                               |                         |                             |
| Oscar Andrade              | Juatuba, MG               | 01       | 1998                               |                         |                             |
| Miguel de Souza            | Cubati, RO                | 01       | 2002                               |                         |                             |
| Ernandes Amorim            | Itagibá, BA               | 01       | 2006                               |                         |                             |
| Carlos Magno               | Coromandel, MG            | 01       | 2010                               |                         |                             |
| Padre Ton                  | Oeiras, PI                | 01       | 2010                               |                         |                             |
| Luiz Cláudio               | Bom Conselho, PE          | 01       | 2014                               |                         |                             |
| Marcos Rogério             | Ji-Paraná, RO             | 01       | 2014                               | [ nota 13 ]             |                             |
| Jaqueline Cassol           | São Miguel do Oeste, SC   | 01       | 2018                               |                         |                             |
| Léo Moraes                 | Foz do Iguaçu, PR         | 01       | 2018                               |                         |                             |
| Cristiane Lopes            | Porto Velho, RO           | 01       | 2022                               |                         |                             |
| Fernando Máximo            | Ceres, GO                 | 01       | 2022                               |                         |                             |
| José Eurípedes Clemente    | Guaíra, SP                | 01       | 2022                               | [ nota 23 ]             | [ 39 ] [ 40 ] [ 41 ] [ 42 ] |
| Maurício Carvalho          | Porto Velho, RO           | 01       | 2022                               |                         |                             |
| Thiago Flores              | Ribeirão Preto, SP        | 01       | 2022                               |                         |                             |
| Fontes:                    |                           |          |                                    |                         |                             |

## Mandatos nas duas casas
Foram eleitos para mandatos alternados de senador e deputado federal por Rondônia os seguintes políticos: Confúcio Moura, Ernandes Amorim, Expedito Júnior, Marcos Rogério e Olavo Pires.

## Origem dos parlamentares do estado
| Origem  | Senadores | Percentual |
| ------- | --------- | ---------- |
| SC      | 04        | 25%        |
| PR      | 02        | 12,50%     |
| RO      | 02        | 12,50%     |
| AC      | 01        | 6,25%      |
| BA      | 01        | 6,25%      |
| CE      | 01        | 6,25%      |
| GO      | 01        | 6,25%      |
| MS      | 01        | 6,25%      |
| PE      | 01        | 6,25%      |
| SP      | 01        | 6,25%      |
| TO      | 01        | 6,25%      |
| Total   | 16        | 100%       |
| Fontes: |           |            |

| Origem  | Deputados | Percentual |
| ------- | --------- | ---------- |
| SP      | 09        | 15%        |
| MG      | 07        | 11,66%     |
| PR      | 07        | 11,66%     |
| RO      | 07        | 11,66%     |
| GO      | 05        | 8,34%      |
| MT      | 04        | 6,67%      |
| RJ      | 03        | 5%         |
| SC      | 03        | 5%         |
| TO      | 03        | 5%         |
| AM      | 02        | 3,33%      |
| BA      | 02        | 3,33%      |
| CE      | 02        | 3,33%      |
| AC      | 01        | 1,67%      |
| ES      | 01        | 1,67%      |
| PE      | 01        | 1,67%      |
| PI      | 01        | 1,67%      |
| RN      | 01        | 1,67%      |
| n/d     | 01        | 1,67%      |
| Total   | 60        | 100%       |
| Fontes: |           |            |